# Gräveneck
Gräveneck är en ortsteil i kommunen Weinbach i Landkreis Limburg-Weilburg i Regierungsbezirk Gießen i förbundslandet Hessen i Tyskland. Gräveneck var en kommun fram till 31 december 1970 när den uppgick i Weinbach.